# Neodrillia cydia
Neodrillia cydia é uma espécie de gastrópode do gênero Neodrillia, pertencente a família Drilliidae.